# Sphinctomyrmex septentrionalis
Sphinctomyrmex septentrionalis är en myrart som först beskrevs av W. C. Crawley 1925.  Sphinctomyrmex septentrionalis ingår i släktet Sphinctomyrmex och familjen myror. Inga underarter finns listade i Catalogue of Life.

## Bildgalleri

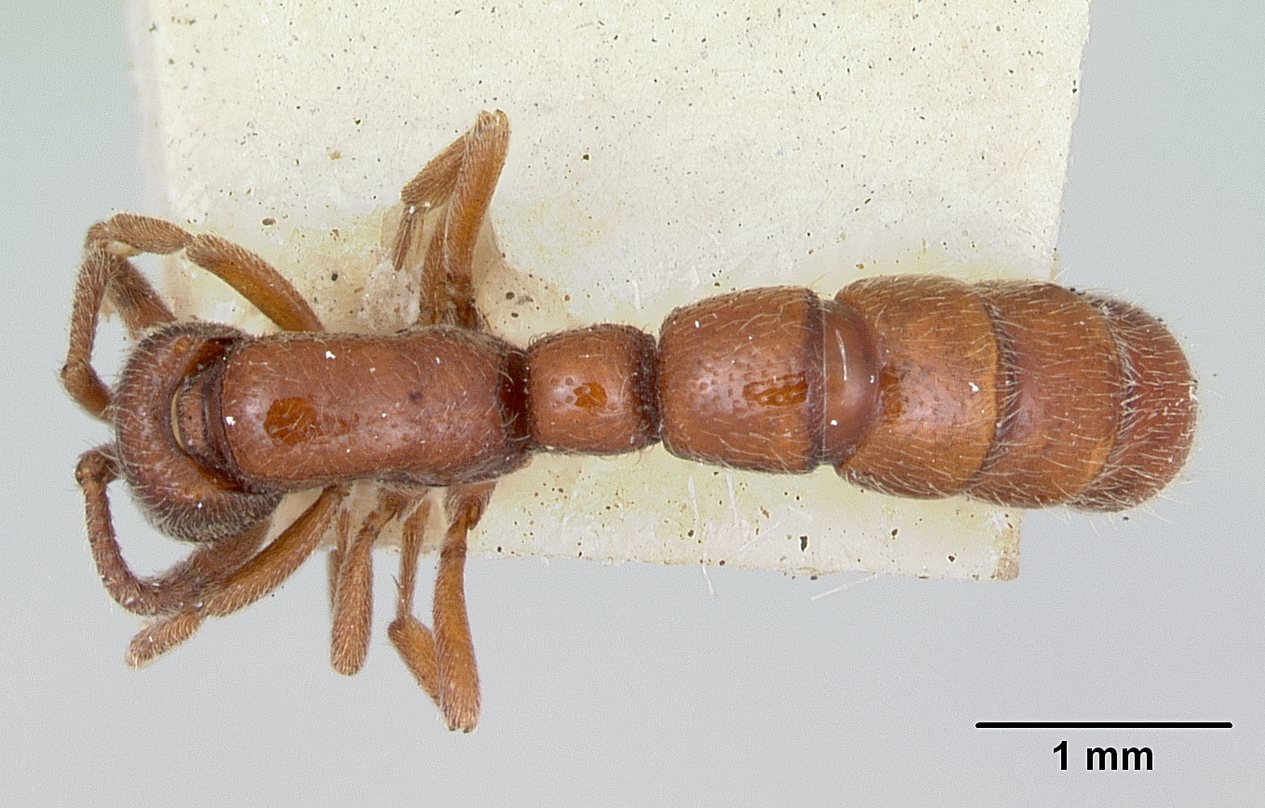
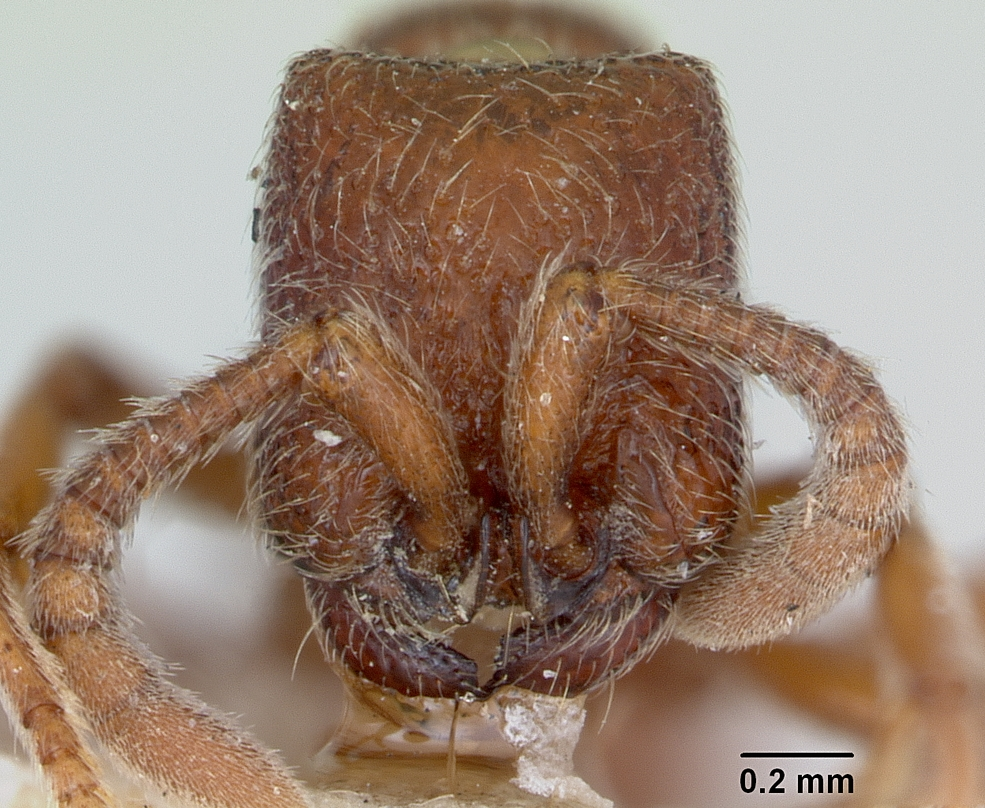
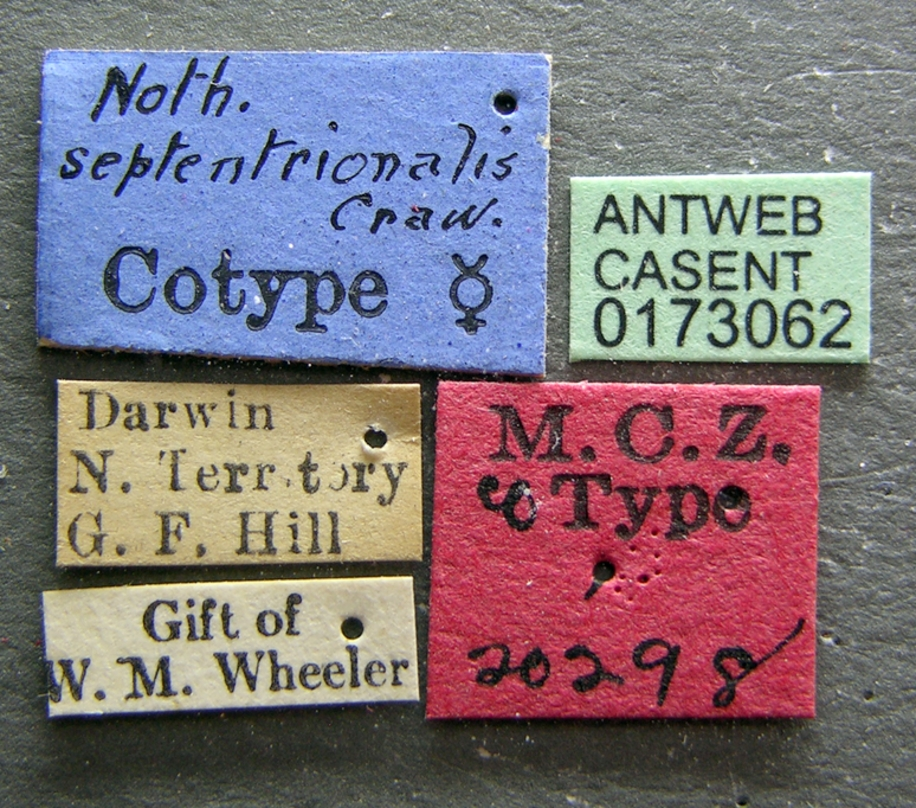
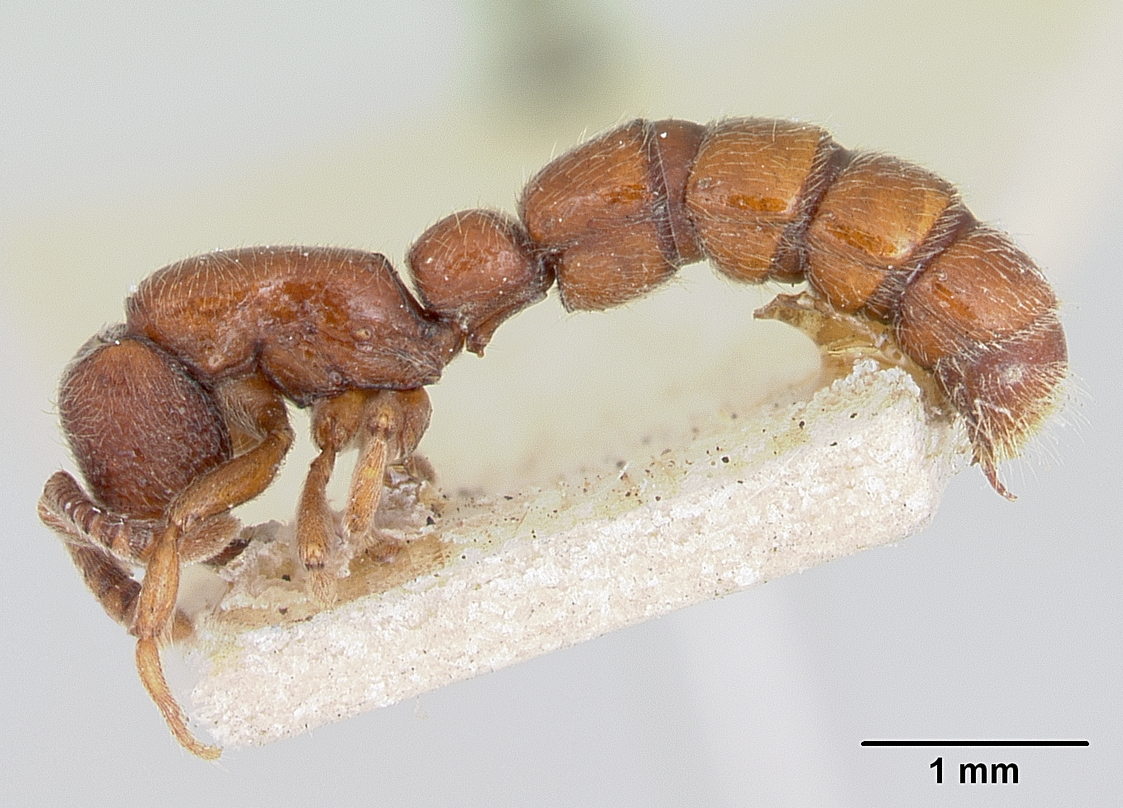